# 엑스머스

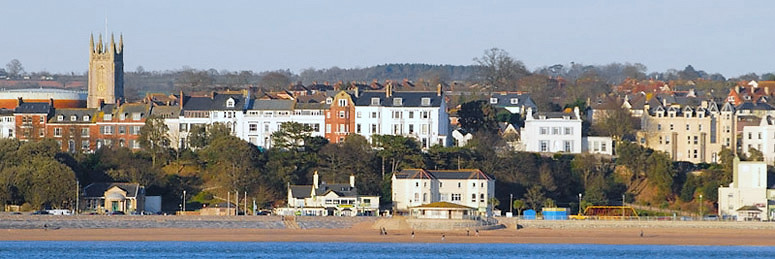
엑스머스

엑스머스(Exmouth)는 영국 데번주의 도시로, 인구는 2011년 조사 기준 34,432명이다.